# Округ Јунион (Индијана)
Округ Јунион (енгл. Union County) је округ у америчкој савезној држави Индијана.

## Демографија
По попису из 2010. године број становника је 7.516, што је 167 (2,3%) становника више него 2000. године.
| Група             | 2000.         | 2010.         |
| Белци             | 7.237 (98,5%) | 7.280 (96,9%) |
| Афроамериканци    | 17 (0,2%)     | 33 (0,4%)     |
| Азијати           | 14 (0,2%)     | 19 (0,3%)     |
| Хиспаноамериканци | 22 (0,3%)     | 82 (1,1%)     |
| Укупно            | 7.349         | 7.516         |